# Brombos
Brombos ist eine französische Gemeinde mit 247 Einwohnern (Stand 1. Januar 2022) im Département Oise in der Region Hauts-de-France. Die Gemeinde liegt im Arrondissement Beauvais und ist Teil der Communauté de communes de la Picardie Verte und des Kantons Grandvilliers.

## Geographie
Die Gemeinde liegt im Osten von Feuquières rund fünf Kilometer südwestlich von Grandvilliers. Sie wird im Norden von der Bahnstrecke von Aumale (Seine-Maritime) nach Beauvais berührt. Zu Brombos gehört das isolierte Gehöft Flot Léger.

## Geschichte
Die Herrschaft lag seit dem 12. Jahrhundert bei der Zisterzienserabtei Beaupré.
Während des Zweiten Weltkriegs befand sich westlich des Ortes ein Feldflugplatz, der zwischen Juni 1940 und Juni 1942 von der deutschen Luftwaffe genutzt wurde. Zwischen Juni 1940 und April 1941 lagen hier mit Unterbrechungen verschiedene Staffeln des Jagdgeschwaders 3.

## Einwohner
| 1962 | 1968 | 1975 | 1982 | 1990 | 1999 | 2006 | 2011 |
| ---- | ---- | ---- | ---- | ---- | ---- | ---- | ---- |
| 181  | 194  | 193  | 183  | 188  | 218  | 236  | 260  |

## Verwaltung
Bürgermeister (maire) ist seit 2001 Étienne Caux.

## Sehenswürdigkeiten
- Kirche Saint-Hubert aus dem 17. und 18. Jahrhundert (siehe auch: Liste der Monuments historiques in Brombos)